# Jakow Jurowski
Jakow (Jakub) Michajłowicz Jurowski właściwie Jankiel Chaimowicz Jurowski (ur. 21 czerwca?/3 lipca 1878 w Tomsku, zm. przed 2 sierpnia 1938 w Moskwie) – działacz bolszewicki, przewodniczący komisji śledczej przy Trybunale Rewolucyjnym Czeka.

## Życiorys
Pochodził z ubogiej, wielodzietnej rodziny rosyjskich Żydów, dziadek Izaak był rabinem w Połtawie, ojciec Chaim został zesłany na Syberię za złodziejstwo. W młodości uczęszczał do szkoły przy synagodze w Tomsku nie kończąc roku nauki, potem w Tobolsku zajmował się wieloma zawodami (był krawcem, zegarmistrzem, jubilerem, fotografem, a nawet felczerem). Dwaj jego bracia w 1904 r. wyemigrowali do USA, Jakow po ślubie przeniósł się do Jekaterynburga.
Od 1905 działał w konspiracyjnej partii bolszewickiej, gdzie zaprzyjaźnił się z pochodzącym z tych samych kręgów Jakowem Swierdłowem. Wyjechał do Berlina, gdzie przeszedł na luteranizm i zmienił nazwisko. W 1907 r. wyjechał również do Ameryki, w 1910 r. wrócił do Tomska. W 1912 aresztowany został przez władze carskie, jednak z braku dostatecznych dowodów niebawem wypuszczony, deportowany do Jekaterynburga, gdzie otworzył zakład fotograficzny. W 1915 powołany do wojska, jednak zwolniony ze służby frontowej, pracował jako felczer w szpitalu jekaterynburskim na oddziale chirurgicznym.
W lutym 1917 wybrany do Rady Uralu, od października 1917 zastępca komisarza sprawiedliwości w Rządzie Uralu, od 1918 w Czeka jako przewodniczący komisji śledczej przy Trybunale Rewolucyjnym. Był głównym organizatorem zabójstwa Mikołaja II Romanowa i jego rodziny w domu Ipatiewa w Jekaterynburgu w nocy z 16 na 17 lipca 1918 roku. Osobiście zastrzelił cara i carewicza Aleksego (którego, podobnie jak w. księżną Tatianę dobił strzałem w głowę).
Po rosyjskiej wojnie domowej Jurowski prowadził dochodzenie w sprawie Fanny Kapłan, potem od 1921 pracował jako szef sowieckiego skarbca państwowego (GosHran), gdzie zdobył dobrą opinię dzięki zwalczaniu korupcji i kradzieży, następnie od 1928 jako dyrektor muzeum techniki.
Zmarł na chorobę wrzodową w kremlowskim szpitalu w Moskwie.
Dwaj synowie Jurowskiego byli oficerami marynarki wojennej – Aleksander (1904-1986), admirał został w 1952 r. aresztowany i do śmierci Stalina był więziony w Butyrkach, potem przeniesiony do rezerwy i Ewgenij (1909-1991), kapitan II rangi (komandor porucznik), który posiadał prywatny protokół okoliczności mordu na rodzinie carskiej sporządzony przez swojego ojca.